# Віра Корен
Шаблон:Infobox Biographie2
Віра Корен (фр. Véra Korène, справжнє ім'я Ребекка Віра Корецька; народилася 17 січня 1901, Бахмут, Російська імперія, нині Україна —  померла 19 листопада 1996, Лувесьєнн, Франція) — французька акторка театру та кіно, співачка та театральний режисер
російсько-єврейського походження.

## Біографія
Ребекка Віра Корецька народилася 17 січня 1901 року в Бахмуті, на території сучасної Донецької області України, в єврейській родині кравця
Після Російської революції вона емігрувала до Франції та оселилася в Парижі Там її прийняли до Вищої національної консерваторії драматичного мистецтва, де її викладав видатний французький режисер і актор Фірмен Жем'є.

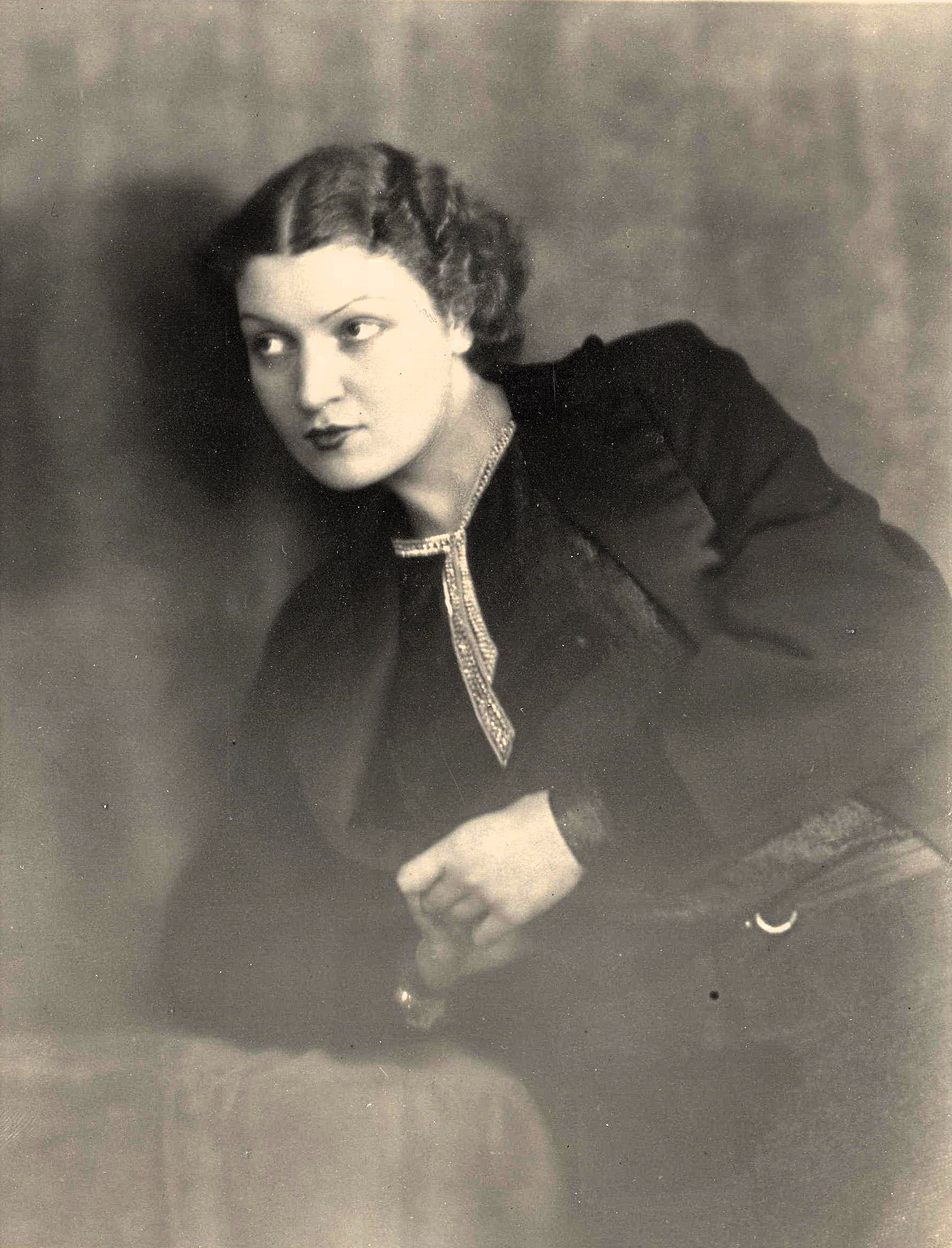
Портрет Віри Корен

Використовуючи франкізоване сценічне ім'я Віра Корен, вона розпочала свою мистецьку кар'єру в театрі. З 1931 року Віра Корен грала на сцені «Комеді Франсез» (Comédie-Française), ставши її провідною акторкою та членом трупи з 1936 року .
Водночас вона активно знімалася в кіно протягом 1930-х років. Її кінокар'єра, хоч і відзначена помітними ролями, була відносно короткотривалою
Кар'єра Віри Корен була перервана Другою світовою війною та її єврейським статусом. Згідно з законами режиму Віші, її було позбавлено французького громадянства декретом від 29 жовтня 1940 року та виключено з Товариства французьких акторів з 1 листопада 1940 року. Через ці обставини вона була змушена покинути Францію у червні 1940 року, знайшовши притулок спочатку в Бразилії, потім у Канаді, а згодом у Нью-Йорку, де вона познайомилася з драматургом Луї Вернеєм, який супроводжував її до Голлівуду
Повернувшись до Франції  1945 року, Віра Корен була поновлена на посаді в «Комеді Франсез». У 1950-х роках вона стала однією з опор паризької сцени.1950 року вона поставила п'єсу «Щирі» П'єра де Маріво . 1952 року в римському театрі Фурв'єр вона адаптувала, поставила та виконала «Мучеництво святого Себастьяна» Габріеле Д'Аннунціо та Дебюссі, результатом чого стало видання трьох платівок
1956 року Віра Корен покинула «Комеді Франсез», щоб очолити Театр епохи Відродження (Théâtre de la Renaissance), директором якого вона була до 1978 року. У цьому театрі вона поставила низку значних п'єс, зокрема «Викрадення з Альтони» Жан-Поля Сартра (1960) та «Хто боїться Вірджинії Вулф?»  Едварда Олбі (1962). 1957 року вона також сприяла створенню дитячого театру «Дяді Севастьяна» .  1962 року в парку Со (поблизу Парижа) разом із Сержем Лифарем вона поставила спектакль за п'єсою Г. Д'Аннунціо «Муки Св. Себастьяна».
Віра Корен закінчила свою творчу кар'єру  1978 року. 
Вона померла 19 листопада 1996 року в будинку для літніх людей у Лувесьєнні,  Франція. Її поховали на кладовищі Пантен у паризькому передмісті Пантен, у 86-му поділі .
.

## Фільмографія
- 1922 рік:  Його Високоповажність Буїф Луї Осмонта.
- 1933 рік:    Безликий голос (Voix sans face), роль Естель. Режисер Лео Міттлер.
- 1934 рік :   Краса ночі (Belle de nuit), роль Маріз / Майте. Режисер Луї Вальрей.
- 1935 рік:   Друге бюро (Deuxième Bureau),роль Л'Еспіонне Ерна Флідер (шпигунка). Режисер П'єр Бійон.
- 1936 рік:   Л'Аржан (L'Argent), роль Елен.
- 1936  рік:   Волзький човняр (Bateliers de la Volga), роль Лідія Горефф, Режисер Володимир Стрижевський.
- 1936 рік:  Гроші П'єра Бійона.
- 1936 рік:  Семеро чоловіків, одна жінка (Sept hommes, une femme), роль Графиня Люсі де Керадек.
- 1936 рік: На службі у царя (Au service du tsar), роль Анна Радич. Режисер П'єр Бійон .
- 1937 рік:  Червона танцівниця (La Danseuse rouge), роль Таня Голгорін .
- 1937 рік:  Подвійний злочин на лінії Мажино (Double crime sur la Ligne Maginot), роль Анна Брюшо.
- 1938 рік: Тамара (Tamara), роль Тамара.
- 1938 рік: Паризьке кафе (Café de Paris), роль Женев'єва Ламбер
- 1939 рік:  Дика бригада (Brigade sauvage), роль Марі Каліт'єфф. Остання роль у кіно; режисери Жан Древіль та Марсель  Л’Ерб’є.

## Театр

### За межами Comédie-Française
- 1927 рік:  «Викрадення» Поля Армона та Марселя Жербідона, театр Мішод'єр.
- 1929 рік:  «Цирцея» Андре Паскаля, театр епохи Відродження.
- 1929 рік: «Намисто» Ерлангера,  театр Матюренс.
- 1930 рік:  «Реєстраційний номер 33» Алекса Медіса та Роберта Букара,  театр «Аполлон».

### Комеді-Франсез
- 1931 року приєдналася  до Комеді-Франсез.
- Член трупи  з 1936 по 1955 рік.
- 392 член
- 1936 рік: «Дуель» Анрі Лаведана, п'єса в 3 актах, написана прозою. Вперше поставлена в театрі «Комеді-Франсез»17 квітня 1905 року.
- 1951 рік : Амфітріон 38 Жана Жіроду, режисер Жан Верньє, Театр Селестинів.
- 1951 рік : Андромаха, Федра Расіна, Театр Селестинів